# Potamophylax nigricornis
Potamophylax nigricornis är en nattsländeart som först beskrevs av Francois Jules Pictet de la Rive 1834.  Potamophylax nigricornis ingår i släktet Potamophylax och familjen husmasknattsländor. Arten är reproducerande i Sverige.

## Underarter
Arten delas in i följande underarter:
- P. n. elegantulus
- P. n. mista
- P. n. testaceus